# I Am Not a Robot
"I Am Not a Robot" este un cântec al artistei galeze Marina and the Diamonds de pe albumul ei de studio de debut, The Family Jewels (2010). Acesta a fost lansat pe cale digitală pe 23 aprilie 2010 și fizic, în 26 aprilie 2010, ca al treilea single de pe album. Piesa inițial a apărut în EP-ul lui Diamandis, The Crown Jewels EP (2009). Single-ul a fost adăugat la o lista în BBC Radio 1 în aprilie 2010. O versiune Evanghelie a lui "I Am Not a Robot" a fost folosită într-o reclamă pentru furnizor de asistență medicală britanică BUPA în martie 2011.

## Lista pieselor
- UK CD single

1. "I Am Not a Robot" – 3:35
2. "I Am Not a Robot" (Doorly Remix) – 5:20

- UK iTunes EP[4]

1. "I Am Not a Robot" – 3:32
2. "I Am Not a Robot Flex'd Rework" (Passion Pit Remix) – 4:47
3. "I Am Not a Robot" (Clock Opera Remix) – 4:35
4. "I Am Not a Robot" (Doorly Remix) – 5:18
5. "I Am Not a Robot" (Acoustic) – 3:48

- UK 7" single[5]

A. "I Am Not a Robot" – 3:35
B. "I Am Not a Robot Flex'd Rework" (Passion Pit Remix) – 4:54
- UK limited edition 7" single in autographed envelope sleeve[6]

A. "I Am Not a Robot" – 3:35
B. "I Am Not a Robot" (Clock Opera Remix) – 4:39

## Clasamente
| Clasament (2010)           | Poziție maximă |
| -------------------------- | -------------- |
| Belgia (Ultratop Flanders) | 21             |
| Belgia (Ultratop Wallonia) | 8              |
| Norvegia (VG-lista)        | 6              |
| Suedia (Sverigetopplistan) | 11             |
| Regatul Unit (UK Singles)  | 26             |